# In Plain Sight – In der Schusslinie/Episodenliste

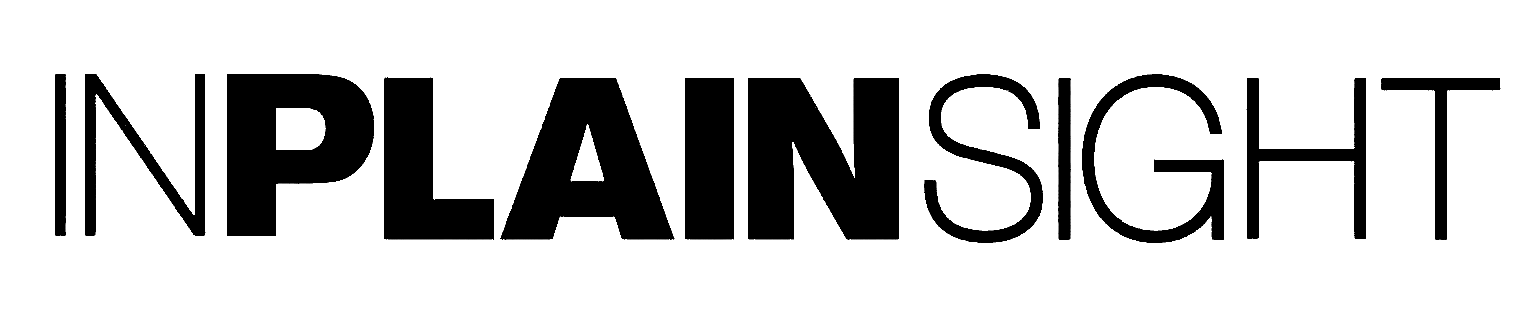
Logo zur Serie

Diese Episodenliste enthält alle Episoden der US-amerikanischen Krimiserie In Plain Sight – In der Schusslinie, sortiert nach der US-amerikanischen Erstausstrahlung. Zwischen 2008 und 2012 entstanden in fünf Staffeln insgesamt 61 Episoden mit einer Länge von jeweils etwa 43 Minuten.

## Übersicht
| Staffel | Episodenanzahl | Erstausstrahlung USA | Erstausstrahlung USA | Deutschsprachige Erstausstrahlung | Deutschsprachige Erstausstrahlung |
| Staffel | Episodenanzahl | Staffelpremiere      | Staffelfinale        | Staffelpremiere                   | Staffelfinale                     |
| ------- | -------------- | -------------------- | -------------------- | --------------------------------- | --------------------------------- |
| 1       | 12             | 1. Juni 2008         | 17. August 2008      | 10. Oktober 2009                  | 19. Januar 2010                   |
| 2       | 15             | 19. April 2009       | 9. August 2009       | 26. Januar 2010                   | 4. Mai 2010                       |
| 3       | 13             | 31. März 2010        | 30. Juni 2010        | 2. Mai 2011                       | 13. Juni 2011                     |
| 4       | 13             | 1. Mai 2011          | 7. August 2011       | 7. Juni 2012                      | 19. Juli 2012                     |
| 5       | 8              | 16. März 2012        | 4. Mai 2012          | 12. September 2013                | 3. Oktober 2013                   |

## Staffel 1
Die Erstausstrahlung der ersten Staffel war vom 1. Juni bis zum 17. August 2008 auf dem US-amerikanischen Kabelsender USA Network zu sehen. Die deutschsprachige Erstausstrahlung der ersten elf Episoden sendete der Schweizer Free-TV-Sender 3+ vom 10. Oktober bis zum 21. Dezember 2009. Die deutschsprachige Erstausstrahlung vom Staffelfinale sendete der deutsche öffentlich-rechtliche Free-TV-Digitalsender ZDFneo am 19. Januar 2010.
| Nr. (ges.) | Nr. (St.) | Deutscher Titel                | Originaltitel                  | Erstausstrahlung USA | Deutschsprachige Erstausstrahlung (D/CH) | Regie             | Drehbuch                                                                   |
| ---------- | --------- | ------------------------------ | ------------------------------ | -------------------- | ---------------------------------------- | ----------------- | -------------------------------------------------------------------------- |
| 1          | 1         | Happy Birthday Mary!           | Pilot                          | 1. Juni 2008         | 10. Okt. 2009                            | Mark Piznarski    | David Maples                                                               |
| 2          | 2         | Drogendealer-Daddy             | Hoosier Daddy                  | 8. Juni 2008         | 17. Okt. 2009                            | John Fortenberry  | David Maples                                                               |
| 3          | 3         | Die Braut, die sich oft traut  | Never the Bride                | 15. Juni 2008        | 24. Okt. 2009                            | John T. Kretchmer | David Maples                                                               |
| 4          | 4         | Die geheimnisvolle Lola        | Trojan Horst                   | 22. Juni 2008        | 31. Okt. 2009                            | Bryan Spicer      | Constance M. Burge                                                         |
| 5          | 5         | Kunst und Liebhaber            | Who Shot Jay Arnstein?         | 29. Juni 2008        | 7. Nov. 2009                             | Tricia Brock      | Matt Ward                                                                  |
| 6          | 6         | Profi-Spieler                  | High Price Spread              | 6. Juli 2008         | 14. Nov. 2009                            | Fred Gerber       | Matt Ward                                                                  |
| 7          | 7         | Nur ein Augenblick             | Iris Doesn’t Live Here Anymore | 13. Juli 2008        | 21. Nov. 2009                            | Sam Weisman       | Linda Burstyn                                                              |
| 8          | 8         | Bis dass der Tod euch scheidet | Don of the Dead                | 20. Juli 2008        | 28. Nov. 2009                            | John Showalter    | Handlung: Jessica Butler & Brynn Malone Schauspiel: Brynn Malone           |
| 9          | 9         | Guter Cop, böser Cop           | Good Cop, Dead Cop             | 27. Juli 2008        | 5. Dez. 2009                             | Dan Lerner        | Handlung: David Maples Schauspiel: Bruce Miller                            |
| 10         | 10        | Liebesgrüße aus Kiew           | To Serge with Love             | 3. Aug. 2008         | 12. Dez. 2009                            | Rod Hardy         | Katherine Butler                                                           |
| 11         | 11        | Die falsche Schwester          | Stan by Me                     | 10. Aug. 2008        | 21. Dez. 2009                            | Jesus Trevino     | Handlung: Constance M. Burge Schauspiel: Constance M. Burge & Brynn Malone |
| 12         | 12        | Ärger im Gepäck                | A Fine Meth                    | 17. Aug. 2008        | 19. Jan. 2010                            | John Badham       | David Maples                                                               |

## Staffel 2
Die Erstausstrahlung der zweiten Staffel war vom 19. April bis zum 9. August 2009 auf dem US-amerikanischen Kabelsender USA Network zu sehen. Die deutschsprachige Erstausstrahlung sendete der deutsche öffentlich-rechtliche Free-TV-Digitalsender ZDFneo vom 26. Januar bis zum 4. Mai 2010.
| Nr. (ges.) | Nr. (St.) | Deutscher Titel               | Originaltitel                 | Erstausstrahlung USA | Deutschsprachige Erstausstrahlung (D) | Regie                 | Drehbuch                         |
| ---------- | --------- | ----------------------------- | ----------------------------- | -------------------- | ------------------------------------- | --------------------- | -------------------------------- |
| 13         | 1         | Goldene Zeiten                | Gilted Lily                   | 19. Apr. 2009        | 26. Jan. 2010                         | Stephen Hopkins       | David Maples                     |
| 14         | 2         | Grasgeflüster                 | In My Humboldt Opinion        | 26. Apr. 2009        | 2. Feb. 2010                          | Dan Lerner            | David Maples                     |
| 15         | 3         | Alles über meine Mutter       | A Stand-Up Triple             | 3. Mai 2009          | 9. Feb. 2010                          | Sam Weisman           | Michael Angeli                   |
| 16         | 4         | Verschüttet                   | Rubble with a Cause           | 10. Mai 2009         | 16. Feb. 2010                         | Michael Watkins       | Alexander Cary                   |
| 17         | 5         | Der Glaube ist alles          | Aguna Matatala                | 17. Mai 2009         | 23. Feb. 2010                         | Leslie Libman         | David Slack                      |
| 18         | 6         | Der tote Komiker              | One Night Stan                | 31. Mai 2009         | 2. März 2010                          | Dan Lerner            | John Mankiewicz                  |
| 19         | 7         | Die Brücke am Fluss           | Duplicate Bridge              | 7. Juni 2009         | 9. März 2010                          | Bryan Spicer          | Lynne E. Litt                    |
| 20         | 8         | Schnittblumen und Stichwunden | A Frond in Need               | 14. Juni 2009        | 16. März 2010                         | Ernest Dickerson      | Brynn Malone                     |
| 21         | 9         | Blinde Wut                    | Who’s Bugging Mary?           | 21. Juni 2009        | 23. März 2010                         | Bethany Rooney        | Jessica Butler                   |
| 22         | 10        | Der verlorene Sohn            | Miles to Go                   | 28. Juni 2009        | 30. März 2010                         | Sam Weisman           | David Graziano                   |
| 23         | 11        | Ein süßes Früchtchen          | Jailbait                      | 12. Juli 2009        | 6. Apr. 2010                          | Michael Watkins       | Lynne E. Litt & Alexander Cary   |
| 24         | 12        | Das Schulungsvideo            | Training Video                | 19. Juli 2009        | 13. Apr. 2010                         | Dan Lerner            | Brynn Malone                     |
| 25         | 13        | Wahre Liebe, falsches Geld    | Let’s Get It Ahn              | 26. Juli 2009        | 20. Apr. 2010                         | Félix Enríquez Alcalá | David Maples                     |
| 26         | 14        | Reichtum verpflichtet         | Once a Ponzi Time             | 2. Aug. 2009         | 27. Apr. 2010                         | Dan Lerner            | Alexander Cary & John Mankiewicz |
| 27         | 15        | Die revolutionäre Zeugin      | Don’t Cry for Me, Albuquerque | 9. Aug. 2009         | 4. Mai 2010                           | Michael Morris        | Jessica Butler                   |

## Staffel 3
Die Erstausstrahlung der dritten Staffel war vom 31. März bis zum 30. Juni 2010 auf dem US-amerikanischen Kabelsender USA Network zu sehen. Die deutschsprachige Erstausstrahlung sendete der deutsche Pay-TV-Sender 13th Street Universal vom 2. Mai bis zum 13. Juni 2011.
| Nr. (ges.) | Nr. (St.) | Deutscher Titel                     | Originaltitel             | Erstausstrahlung USA | Deutschsprachige Erstausstrahlung (D) | Regie            | Drehbuch                                                                                  |
| ---------- | --------- | ----------------------------------- | ------------------------- | -------------------- | ------------------------------------- | ---------------- | ----------------------------------------------------------------------------------------- |
| 28         | 1         | Wie der Vater so der Sohn           | Father Goes West          | 31. März 2010        | 2. Mai 2011                           | Charles Haid     | John McNamara                                                                             |
| 29         | 2         | Mary trifft Marshall                | When Mary Met Marshall    | 7. Apr. 2010         | 2. Mai 2011                           | Fred Gerber      | Brynn Malone                                                                              |
| 30         | 3         | Tag der Entscheidungen              | Coma Chameleon            | 14. Apr. 2010        | 9. Mai 2011                           | Michael Watkins  | Kim Newton                                                                                |
| 31         | 4         | Ein kurzer Auftritt                 | Whistle Stop              | 21. Apr. 2010        | 9. Mai 2011                           | Michael Zinberg  | Lynne E. Litt                                                                             |
| 32         | 5         | Zierfisch oder Kampffisch           | Fish or Cut Betta         | 28. Apr. 2010        | 16. Mai 2011                          | Dan Lerner       | Dailyn Rodriguez                                                                          |
| 33         | 6         | Keine Gnade für alte Männer         | No Clemency for Old Men   | 5. Mai 2010          | 16. Mai 2011                          | Jerry Levine     | Jim D. Gray                                                                               |
| 34         | 7         | Mary und die Männer                 | Love’s Faber Lost         | 12. Mai 2010         | 23. Mai 2011                          | Deran Sarafian   | Lynne E. Litt                                                                             |
| 35         | 8         | Wenn der Vater mit dem Sohn…        | Son of Mann               | 19. Mai 2010         | 23. Mai 2011                          | Anton Cropper    | Brynn Malone                                                                              |
| 36         | 9         | Mia                                 | Death Becomes Her         | 2. Juni 2010         | 30. Mai 2011                          | Bethany Rooney   | Kim Newton                                                                                |
| 37         | 10        | Gewinner und Verlierer              | Her Days Are Numbered     | 9. Juni 2010         | 30. Mai 2011                          | Dan Lerner       | Handlung: Gene O’Neill & Noreen Tobin Schauspiel: Matthew J. Lieberman & Dailyn Rodriguez |
| 38         | 11        | Waisenkinder                        | The Born Identity         | 16. Juni 2010        | 6. Juni 2011                          | Bryan Spicer     | Brynn Malone & Kim Newton                                                                 |
| 39         | 12        | Die WitSec Stiefmutter              | WitSec Stepmother         | 23. Juni 2010        | 6. Juni 2011                          | Tawnia McKiernan | Matthew J. Lieberman & Dailyn Rodriguez                                                   |
| 40         | 13        | Der Priester der keiner sein wollte | A Priest Walks Into a Bar | 30. Juni 2010        | 13. Juni 2011                         | Michael Morris   | John Cockrell                                                                             |

## Staffel 4
Die Erstausstrahlung der vierten Staffel war vom 1. Mai bis zum 7. August 2011 auf dem US-amerikanischen Kabelsender USA Network zu sehen. Die deutschsprachige Erstausstrahlung sendete der deutsche Pay-TV-Sender 13th Street Universal vom 7. Juni bis zum 19. Juli 2012.
| Nr. (ges.) | Nr. (St.) | Deutscher Titel                    | Originaltitel                         | Erstausstrahlung USA | Deutschsprachige Erstausstrahlung (D) | Regie           | Drehbuch                                       |
| ---------- | --------- | ---------------------------------- | ------------------------------------- | -------------------- | ------------------------------------- | --------------- | ---------------------------------------------- |
| 41         | 1         | Schnäppchenjäger                   | The Art of the Steal                  | 1. Mai 2011          | 7. Juni 2012                          | Dan Lerner      | Ed Decter                                      |
| 42         | 2         | Der verrückte Zeuge                | Crazy Like a Witness                  | 8. Mai 2011          | 7. Juni 2012                          | Matthew Penn    | Barry Schkolnick                               |
| 43         | 3         | Späte Liebe                        | Love in the Time of Colorado          | 15. Mai 2011         | 14. Juni 2012                         | Michael Schultz | John Cockrell                                  |
| 44         | 4         | Hochzeitsplanungen                 | Meet the Shannons                     | 22. Mai 2011         | 14. Juni 2012                         | Jan Eliasberg   | Brynn Malone                                   |
| 45         | 5         | Der zweite Versuch                 | Second Crime Around                   | 5. Juni 2011         | 21. Juni 2012                         | Andy Wolk       | Mike Weiss                                     |
| 46         | 6         | Unter den Amischen                 | Something A-mish                      | 12. Juni 2011        | 21. Juni 2012                         | Dan Lerner      | Barry Schkolnick                               |
| 47         | 7         | Ich kämpfe nicht um mein Leben     | I’m a Liver Not a Fighter             | 19. Juni 2011        | 28. Juni 2012                         | Michael Watkins | Michael Reisz                                  |
| 48         | 8         | Kumar gegen Kumar                  | Kumar vs. Kumar                       | 26. Juni 2011        | 28. Juni 2012                         | Michael Fields  | Rupa Magge                                     |
| 49         | 9         | Die ungleichen Brüder              | The Rolling Stones                    | 10. Juli 2011        | 5. Juli 2012                          | David Warren    | Handlung: Barbara Nance Schauspiel: Sarah Wise |
| 50         | 10        | Aus der Traum                      | Girls, Interrupted                    | 17. Juli 2011        | 5. Juli 2012                          | Lee Rose        | Natalie Chaidez                                |
| 51         | 11        | Provo-Kation                       | Provo-Cation                          | 24. Juli 2011        | 12. Juli 2012                         | Bryan Spicer    | Barbara Nance                                  |
| 52         | 12        | Adoption                           | A Womb With a View                    | 31. Juli 2011        | 12. Juli 2012                         | Bethany Rooney  | Natalie Chaidez                                |
| 53         | 13        | Etwas Geborgtes, Etwas Zerplatztes | Something Borrowed, Something Blew Up | 7. Aug. 2011         | 19. Juli 2012                         | Michael Morris  | Mike Weiss                                     |

## Staffel 5
Die Erstausstrahlung der fünften und letzten Staffel war vom 16. März bis zum 4. Mai 2012 auf dem US-amerikanischen Kabelsender USA Network zu sehen. Die deutschsprachige Erstausstrahlung sendete der deutsche Pay-TV-Sender 13th Street Universal vom 12. September bis zum 3. Oktober 2013.
| Nr. (ges.) | Nr. (St.) | Deutscher Titel                 | Originaltitel                | Erstausstrahlung USA | Deutschsprachige Erstausstrahlung (D) | Regie           | Drehbuch                                                                                |
| ---------- | --------- | ------------------------------- | ---------------------------- | -------------------- | ------------------------------------- | --------------- | --------------------------------------------------------------------------------------- |
| 54         | 1         | Das anti-soziale Netzwerk       | The Anti-Social Network      | 16. März 2012        | 12. Sep. 2013                         | Dan Lerner      | Natalie Chaidez                                                                         |
| 55         | 2         | Vier Marschalls und ein Baby    | Four Marshals and a Baby     | 23. März 2012        | 12. Sep. 2013                         | Andy Wolk       | Handlung: Michael Reisz Schauspiel: Gina Gold & Aurorae Khoo                            |
| 56         | 3         | Einzelkämpfer im Indianergebiet | Reservations, I’ve Got a Few | 30. März 2012        | 19. Sep. 2013                         | Dan Lerner      | Mike Weiss                                                                              |
| 57         | 4         | Der Bigamist                    | The Merry Wives of WITSEC    | 6. Apr. 2012         | 19. Sep. 2013                         | Michael Fields  | Natalie Chaidez                                                                         |
| 58         | 5         | Verkleidet und verdammt         | Drag Me to Hell              | 13. Apr. 2012        | 26. Sep. 2013                         | Bethany Rooney  | Michael Reisz                                                                           |
| 59         | 6         | Marys Medaillon                 | The Medal of Mary            | 20. Apr. 2012        | 26. Sep. 2013                         | Dan Lerner      | Handlung: John Cockrell & Ed Decter Schauspiel: John Cockrell                           |
| 60         | 7         | Das Opferlamm                   | Sacrificial Lam              | 27. Apr. 2012        | 3. Okt. 2013                          | Michael Watkins | Mike Weiss                                                                              |
| 61         | 8         | Gut, wenn alles endet           | All’s Well That Ends         | 4. Mai 2012          | 3. Okt. 2013                          | Dan Lerner      | Handlung: William Fredrick Schauspiel: John Cockrell, Mary McCormack & William Fredrick |